# Karl Sondershausen
Philipp Karl Christian Sondershausen (Weimar, 8 oktober 1792 – aldaar, 1 maart 1882) was een predikant, dichter, toneelschrijver en hoveling in Weimar. Hij werkte voor de opeenvolgende groothertogen van Saksen-Weimar-Eisenach Karel August, Karel Frederik en Karel Alexander. 
Literair gesproken kende Weimar een Gouden tijdperk met Goethe, Schiller, Herder en andere tot Goethes dood in 1832, en na 1832, volgde het zogeheten Zilveren tijdperk der letteren.

## Levensloop
Sondershausen groeide op in Weimar, hoofdstad van het hertogdom, later groothertogdom Weimar. Op school speelde hij mee in stukken van Goethe en Schiller, zoals vaak gebeurde in Weimar.
In Jena studeerde hij aan de protestantse faculteit theologie. Dit werd onderbroken door de Zesde Coalitieoorlog tegen Napoleon. In 1813 werd Sondershausen vrijwilliger bij anti-Franse troepen; hij werd gewond in de Slag bij Leipzig (1813). Na zijn genezing keerde hij terug naar het front. Na de oorlog beëindigde hij de theologiestudies in Jena. Nog in Jena publiceerde hij een eerste bloemlezing van zijn gedichten. Onder de titel Proben aus meinen Tagebuche behaalde hij enige positieve recensies in Duitse literaire kranten (1817). Een volgende publicatie Stunden im Weinberge des Herrn (1818) kende geen succes.
Vanaf 1818 was Sondershausen aangesteld als lutheraans predikant aan de Petrus- en Pauluskerk in Weimar; dit was de hof- en stadsgemeente. Dit ambt gaf hij later op om hofmeester te worden bij de pagenschool van het groothertogelijk hof. Op deze wijze kwam hij in direct contact met Goethe, Friedrich von Matthison (1761-1831), Ernst Raupach (1784-1852), Adolf Müllner (1774-1829), Johann Friedrich Kind (1768-1843), Theodor Hell (1775-1856), alle literaire boegbeelden in het Gouden tijdperk van Weimar. 
Zijn hofambt gaf de mogelijkheid zijn dramatische poëzie te publiceren. Zo verschenen er Die Befreiung Griechenlands; zwei dramatische Gedichte (1821); Aëdon; Der Hindu en Der neue Orpheus; drei dramatische Gedichte (1823) alsook Bernhard von Weimar. Romantisches Trauerspiel in fünf Acten (1825). Deze gedichten en toneelstuk hadden geen succes. Sondershausen liet voor decaden zijn pen rusten.
Hij geraakte bevorderd van hofmeester tot groothertogelijke raadsman.
In 1859 publiceerde hij Der Letzte aus Altweimar (1859). In dit boek schreef hij zijn memoires neer, alsook zeven kleine dramatische gedichten. In 1867 verscheen Mahomet II, een muzikaal-lyrisch dramastuk over Mehmet II die Constantinopel veroverde.